# Ut unum sint
Ut unum sint (em latim: 'Para que sejam um') é uma encíclica do Papa João Paulo II de 25 de maio de 1995. Foi uma das 14 encíclicas publicadas por João Paulo II. O cardeal Georges Cottier, teólogo emérito da Casa Pontifícia, foi influente na redação da encíclica.
Como muitas encíclicas, esta deriva seu título de seu " incipit " ou primeiras palavras. Estas palavras são tiradas da oração de Jesus "na hora da sua Paixão" na tradução da Vulgata do Evangelho segundo João. O documento trata das relações da Igreja Católica com a Igreja Ortodoxa Oriental e outras comunidades eclesiais cristãs. Reitera que a unidade dessas duas igrejas sui iuris é essencial, bem como um maior diálogo e unidade com as igrejas protestantes. Este documento mostra que a Igreja Católica está oficialmente movida para a unidade. Tornou-se uma peça comum de estudo nas aulas ecumênicas.
Ut Unum Sint foi a primeira encíclica dedicada exclusivamente ao imperativo ecumênico. Neste exercício inovador do magistério papal, o Papa João Paulo afirmou que o compromisso ecumênico assumido no Vaticano II era irreversível. Ele ensinou a seus companheiros católicos que a busca pela unidade cristã deve ser sustentada tanto internacionalmente quanto nas igrejas locais.